# 情報ワイド いきいき香川
情報ワイド いきいき香川（じょうほうワイドいきいきかがわ）は、NHK高松放送局で2004年9月27日から2006年3月31日まで放送されていた香川県内向けの『NHKニュース』の地域情報番組である。

## 概要
毎週平日の17:10 - 19:00の約2時間枠で放送される。第1部（18:00まで）は「ごじ☆えもん」と題した若者向けの情報バラエティ番組、第2部（18:10 - 19:00）は報道番組「ニュースアップ」で構成される（大相撲、国会、高校野球開催中は第2部のみ放送）。